# City of Ipswich Tennis International 2011
Il City of Ipswich Tennis International 2011 è stato un torneo di tennis giocato sulla terra rossa, che fa parte della categoria ITF Women's Circuit nell'ambito dell'ITF Women's Circuit 2011 e dell'ITF Men's Circuit nell'ambito dell'ITF Men's Circuit 2011. Sia il torneo maschile che quello femminile si è giocato a Ipswich in Australia dal 28 marzo al 3 aprile 2011.

## Vincitori

### Singolare maschile
James Lemke ha battuto in finale  Érik Chvojka con il punteggio di 6–2, 6–0

### Singolare femminile
Sally Peers ha battuto in finale  Lesja Curenko con il punteggio di 5–7, 7–5, 6–0

### Doppio femminile
Casey Dellacqua /  Olivia Rogowska hanno battuto in finale  Miki Miyamura /  Mari Tanaka con il punteggio di 6–4, 6–4

### Doppio maschile
James Lemke /  Dane Propoggia hanno battuto in finale  Cho Soong-jae /  Nam Ji-sung con il punteggio di 6(4)–7, 6–2, [10–5]